# Igor Alexandrowitsch Nowikow

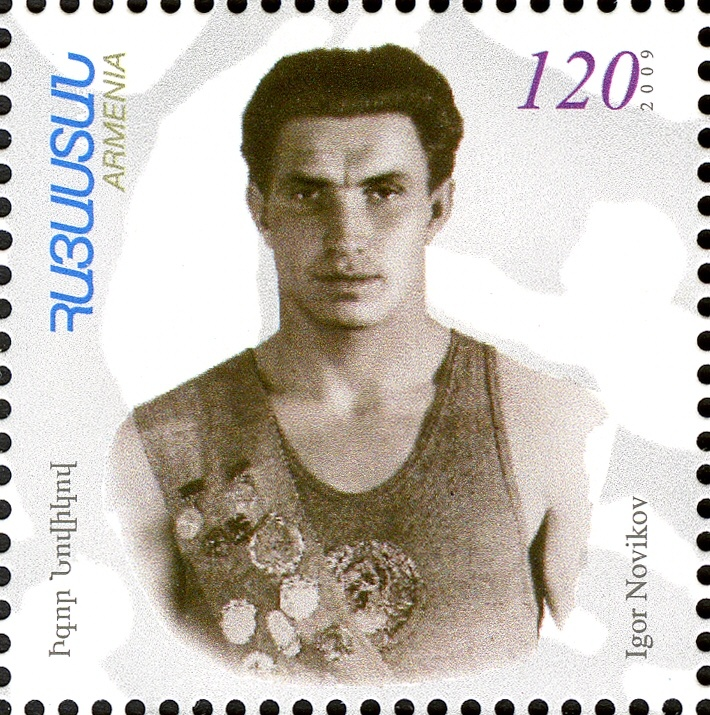
Igor Alexandrowitsch Nowikow

Igor Alexandrowitsch Nowikow (russisch Игорь Александрович Новиков, * 19. Oktober 1929 in Dresna, Oblast Moskau; † 30. August 2007 in Sankt Petersburg) war ein sowjetischer Moderner Fünfkämpfer, der 1956 und 1964 Olympiasieger in der Mannschaftswertung wurde.
Nowikow startete für den armenischen Verein Dynamo Jerewan. Nachdem er armenischer Meister im Schwimmen geworden war, begann er 1950 mit dem Modernen Fünfkampf. 1953 gewann er seinen ersten Sowjetischen Meistertitel; 1956, 1959 und 1964 folgten weitere Siege bei der Sowjetischen Meisterschaft.
Bei den Olympischen Spielen 1956 wurde er Vierter in der Einzelwertung. In der Mannschaftswertung gewann er seine erste olympische Goldmedaille. Von 1957 bis 1959 gewann er jedes Jahr den Weltmeistertitel in der Einzel- und in der Mannschaftswertung. Zu den Olympischen Spielen 1960 in Rom reiste er als großer Favorit an, vergab jedoch im Reiten und im Schießen alle Siegchancen. Am Ende wurde er Olympiafünfter. Mit der Mannschaft lag er deutlich hinter den Ungarn zurück, die die Plätze 1, 2, und 4 in der Einzelwertung belegt hatten.
1961 wurde er erneut Doppelweltmeister. 1962 unterlag er seinem Mannschaftskameraden Eduard Sdobnikow in der Einzelwertung, mit der Mannschaft wurde er zum fünften Mal in Folge Weltmeister. 1963 siegten die Ungarn in der Mannschaftswertung und András Balczó und Ferenc Török sicherten sich Gold und Silber in der Einzelwertung. Nowikow gewann Bronze in der Einzelwertung und Silber mit der Mannschaft.
Bei den Olympischen Spielen 1964 in Tokio war Balczó nicht am Start, Ferenc Török gewann Gold vor Nowikow. In der Mannschaftswertung fielen die Ungarn durch ihren schwachen dritten Mann auf den dritten Platz zurück, während Nowikow mit seiner Mannschaft Gold vor den US-Amerikanern gewann. Seinen letzten großen internationalen Auftritt als Aktiver hatte Nowikow bei der Weltmeisterschaft 1965. In der Einzelwertung gewann er Silber hinter Balczó und auch die Mannschaft erkämpfte sich Silber hinter den Ungarn.
Nach seiner Karriere baute Nowikow in Jerewan eine Sportschule auf, die er lange leitete. Seinem Sport blieb er als Funktionär verbunden: In den 1970er Jahren wurde er Vizepräsident des Weltverbandes Union Internationale de Pentathlon Moderne (UIPM), von 1988 bis 1992 war Nowikow UIPM-Präsident.
Am 30. August 2007 verstarb Nowikow in Sankt Petersburg. 